# 阿泰 (科多尔省)
阿泰（法語：Athée，法語發音：[ate] ⓘ）是法国科多尔省的一个市镇，位于该省东南部，属于第戎区。

## 地理
阿泰（47°13'48"N, 5°22'17"E）面积9.43 平方千米，位于法国勃艮第-弗朗什-孔泰大區科多尔省，该省份为法国中东部省份，北起奥布省，西接涅夫勒省和约讷省，南至索恩-卢瓦尔省，东南接汝拉省，东临上索恩省，东北部与上马恩省接壤。
与阿泰接壤的市镇（或旧市镇、城区）包括：隆尚、蓬塞莱萨泰、维莱莱波、欧克索讷、马尼-蒙塔尔洛、科隆日和普勒米耶尔。

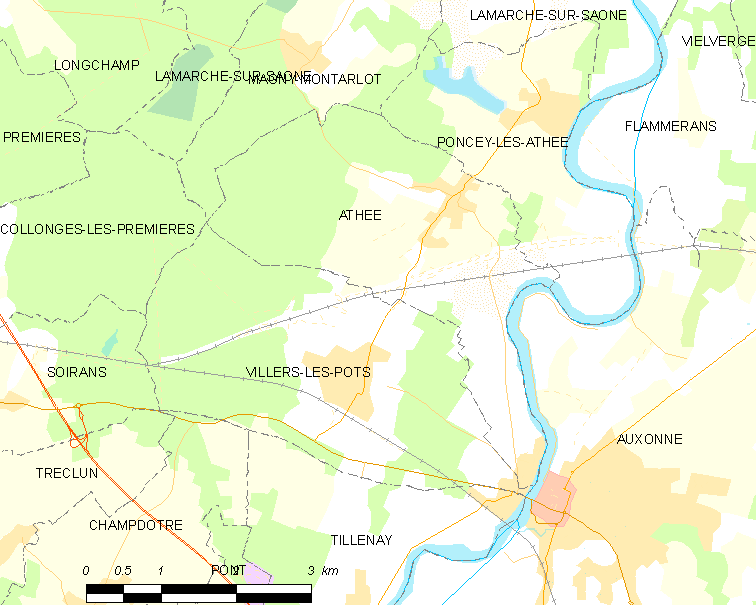
的OSM定位图

阿泰的时区为UTC+01:00、UTC+02:00（夏令时）。

## 行政
阿泰的邮政编码为21130，INSEE市镇编码为21028。

## 政治
阿泰所属的省级选区为欧克索讷县。

## 人口

1962-2008年间人口变化图示

阿泰于2022年1月1日时的人口数量为794人。